# Musée Vasarely (Budapest)
Le musée Vasarely (en hongrois : Vasarely Múzeum) est un musée situé dans le 3e arrondissement de Budapest. 